# Zwölferköpfl
De Zwölferköpfl is een berg in de deelstaat Beieren, Duitsland. De berg heeft een hoogte van 1656 meter.
De Zwölferköpfl is onderdeel van het Estergebergte, dat weer deel uitmaakt van de Bayerische Voralpen.